# Château de Grand-Fougeray
Le château de Grand-Fougeray est un château fort dont la construction, ordonnée par Olivier II Tournemire[réf. nécessaire], a débuté en 1189. Il comportait neuf tours dont seul subsiste le donjon du XIIIe siècle, aussi appelé Tour Duguesclin, et quelques éléments de fondations de l'enceinte.

## Historique
Occupé par les Anglais jusqu'en 1350, le château est repris par Bertrand Du Guesclin en 1354 par une ruse de guerre selon les chroniques médiévales de l'époque : alors que la garnison attend une livraison de bois, il se présente avec trente de ses hommes devant le pont-levis déguisés en bûcherons, leurs armes cachées dans des fagots de bois portés par des paysannes (parmi lesquelles encore certains de ses compagnons déguisés) fermant la marche. Une fois introduits dans la place, ils s'en emparent facilement. Le château reste ensuite propriété de la famille de Rieux jusqu'en 1425. Acheté en 1748 par un négociant, il sert de carrière pour le château de style Renaissance construit juste à côté et pour des maisons du bourg de Grand-Fougeray.
Le chateau de Grand-Fougeray fut construit probablement sur l'ordre de Jean II de Rieux mort en 1417. La châtellenie de Fougeray a été possédée par la famille de Rieux de 1235, par alliance avec Nicole Le Beuf, à 1424. La famille Le Beuf seigneur de Fougeray depuis le XIe siècle possédait vraisemblablement un premier château dont il ne reste aucune trace ni sur le site, ni dans les textes.
Au milieu du XVIIIe siècle, Charles Jean Locquet de Grandville, négociant et armateur à Saint-Malo, achète le Fougeray et la Roche-Giffart. Il fait reconstruire le château de Grand-Fougeray.

## Description
Seul subsiste le donjon, de 13 mètres de diamètre pour 34 mètres de hauteur. Le dernier étage du donjon abritait un pigeonnier. Au-dessus de ce pigeonnier, un étage a disparu.
Le donjon fait l’objet d’un classement au titre des monuments historiques depuis le 20 janvier 1913.

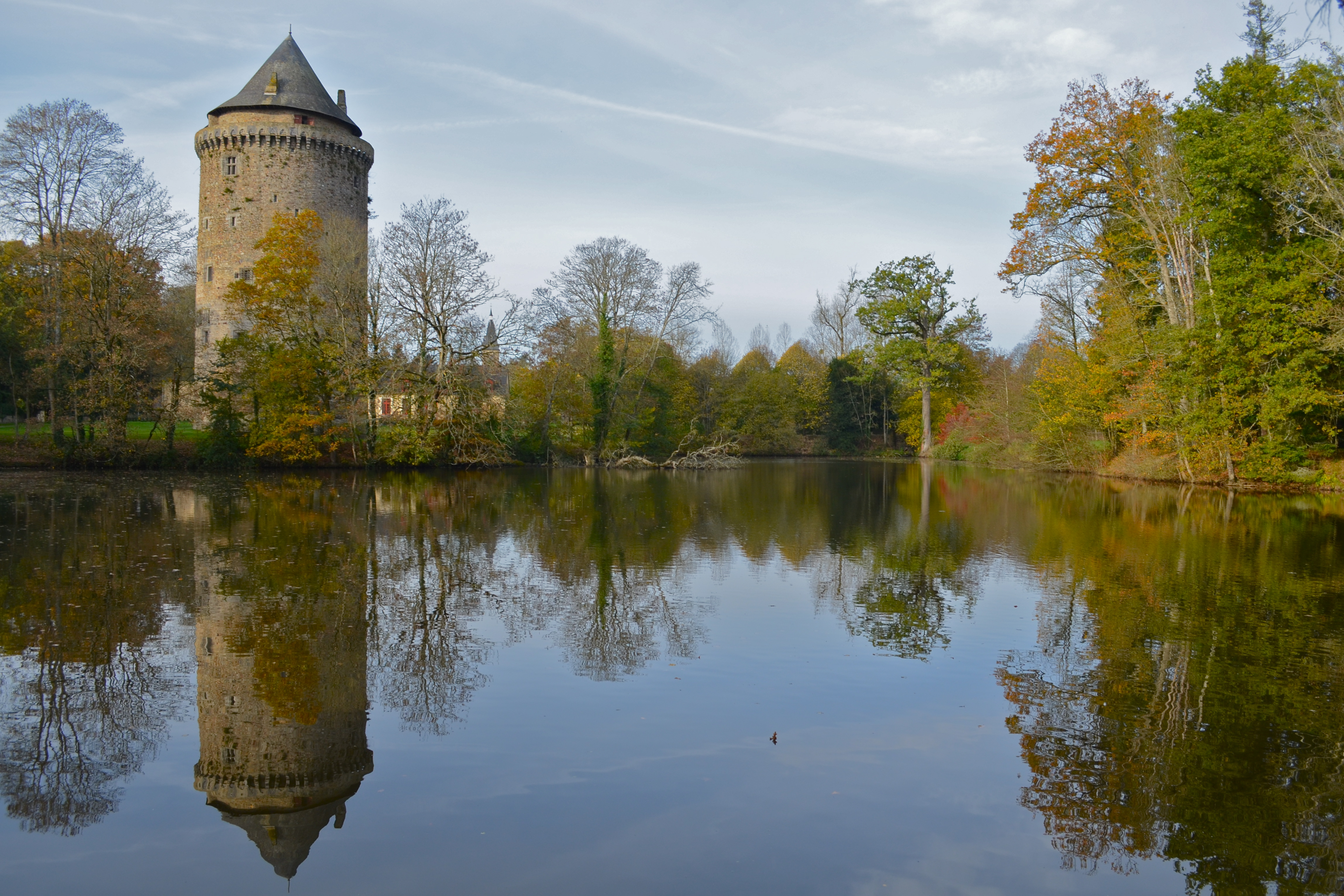
Vue du donjon depuis le parc.
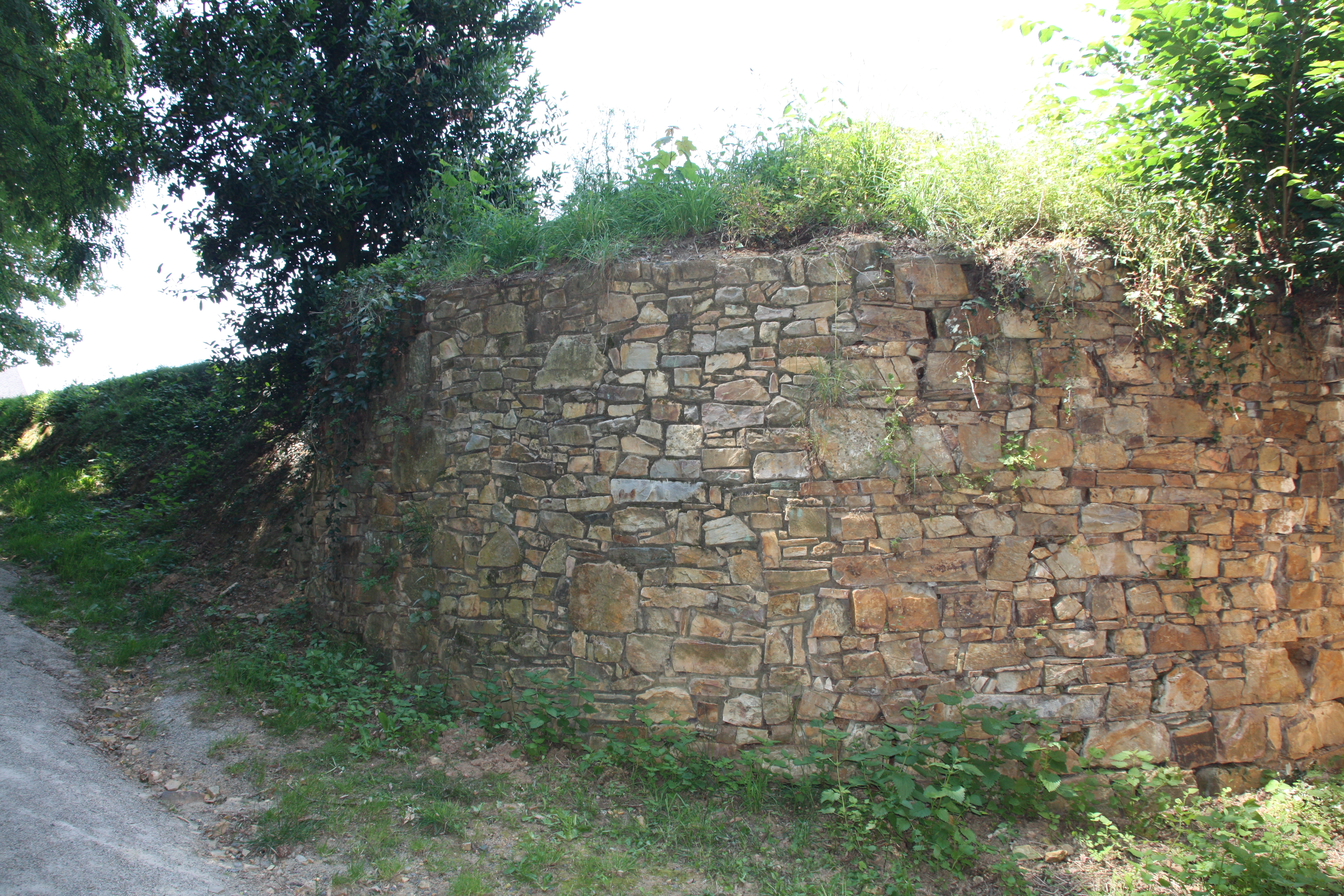
Élément d'enceinte du château.
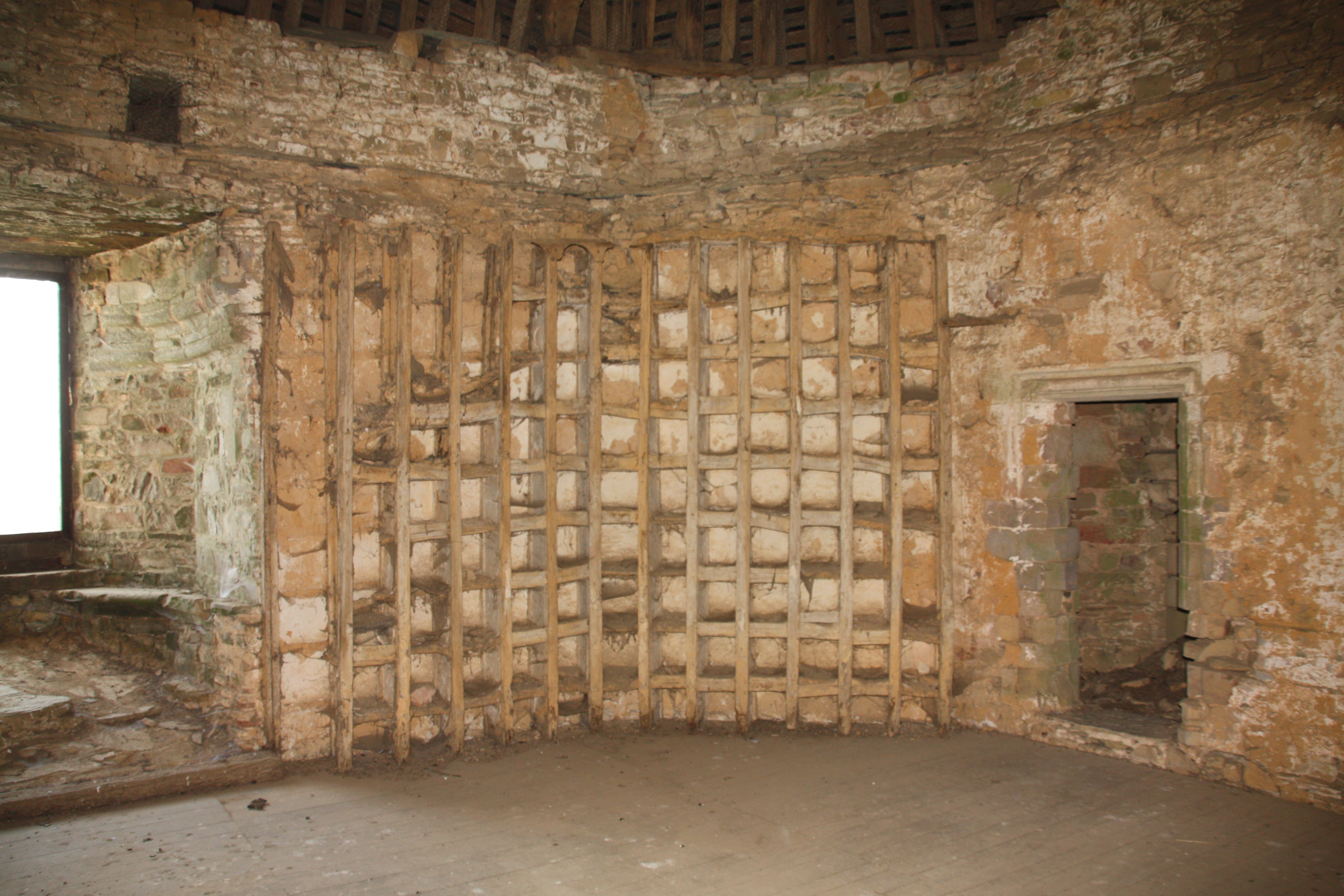
Trace du pigeonnier et début de l’escalier menant à l'étage disparu.
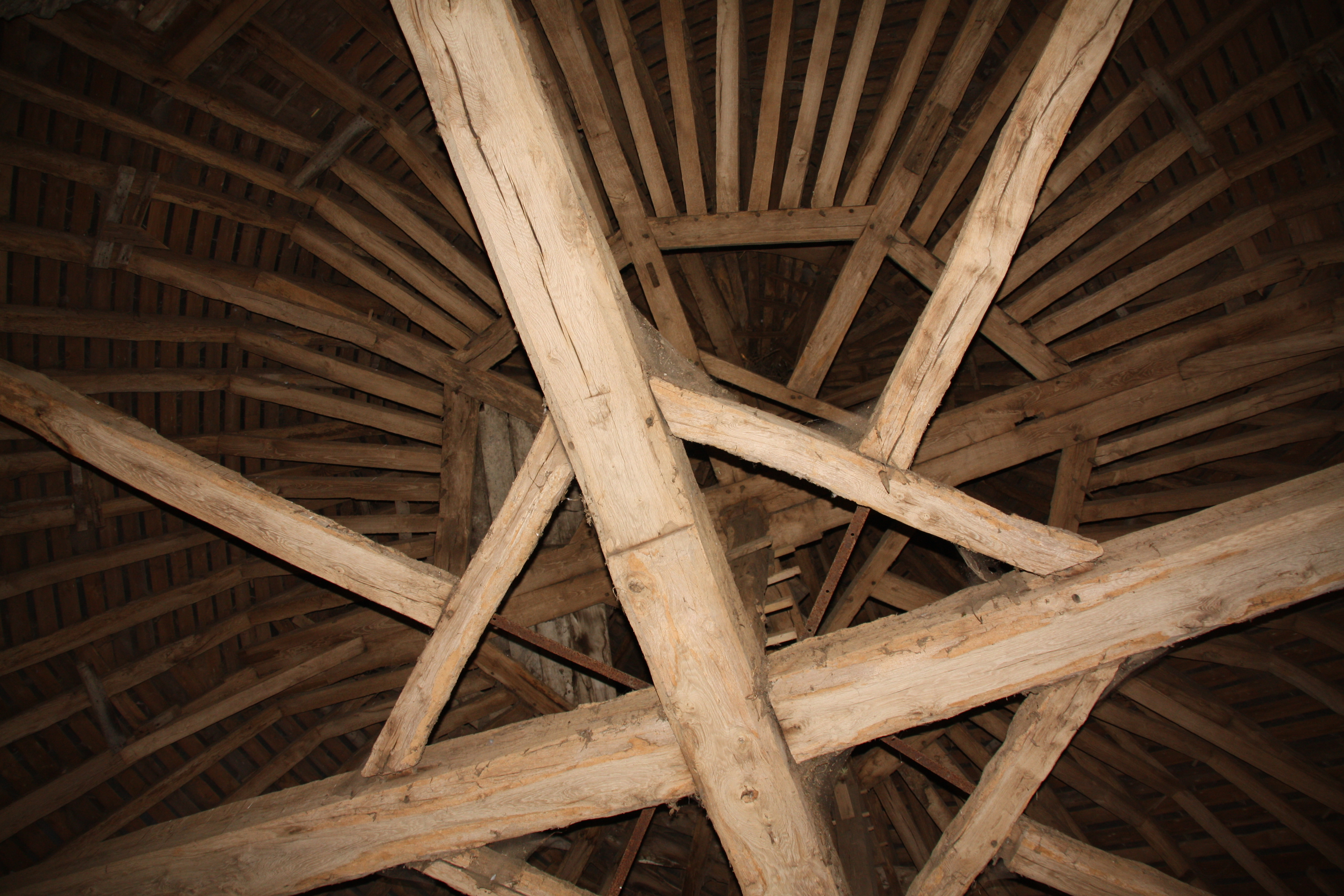
Toiture.
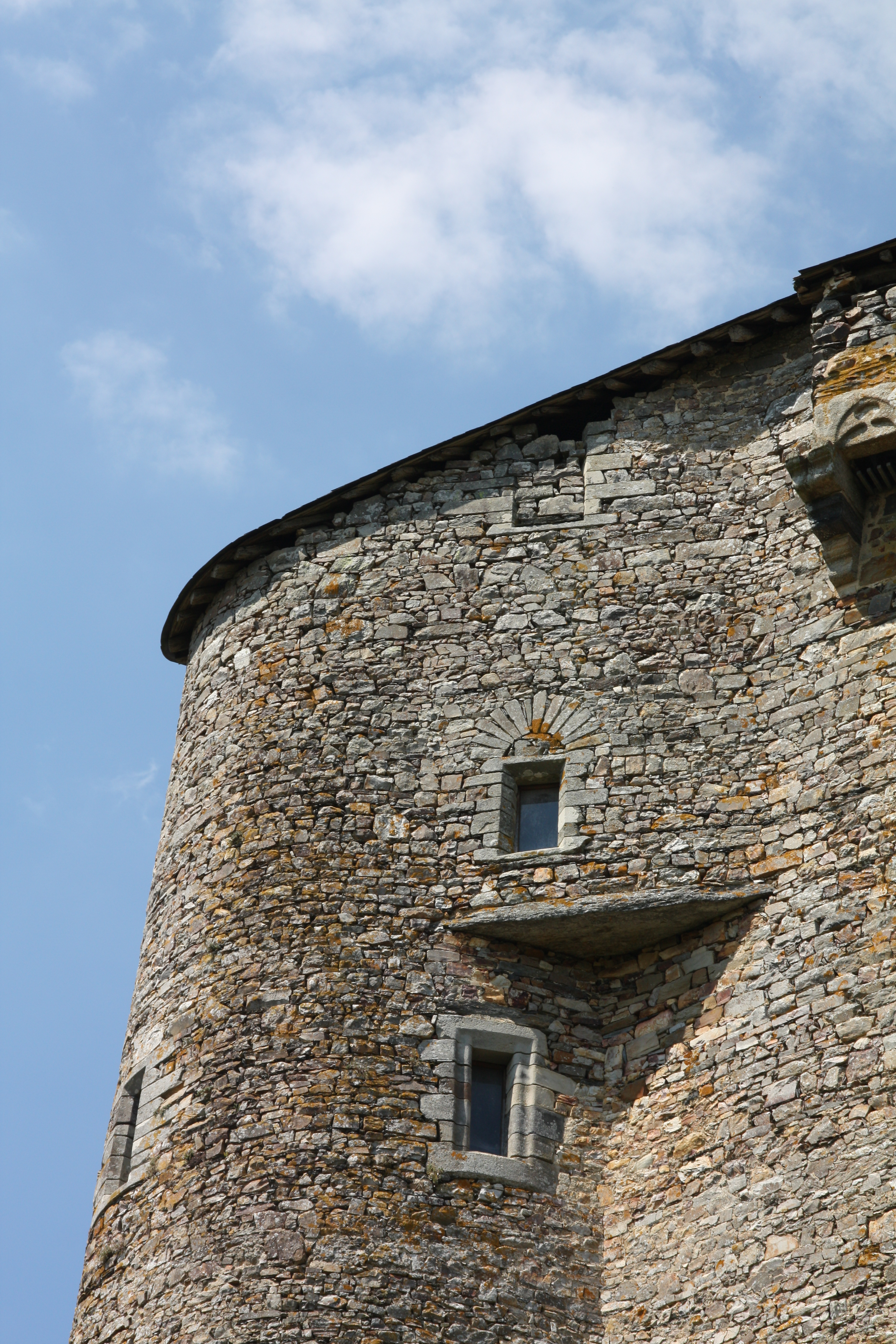
Encorbellement avec trace d'une fenêtre au dernier étage.
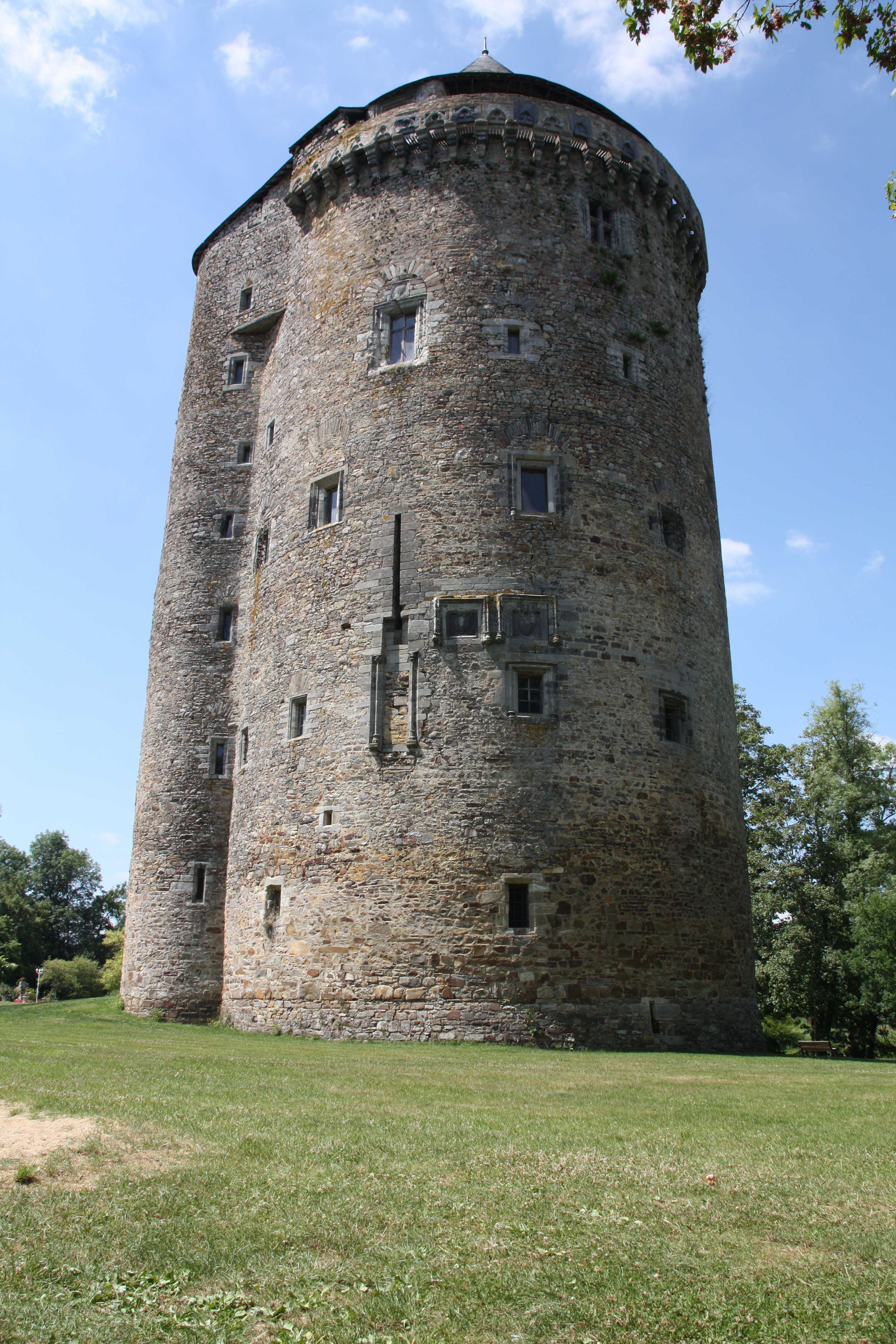
Vue du côté est.